# 本森維爾
本森維爾是西非國家利比里亞西部的城市，也是蒙特塞拉多縣的首府，位於首都蒙羅維亞東北26公里，海拔高度98米，利比里亞內戰爆發前的主要經濟活動包括製造肥皂、塑膠、油漆、家具、水泥塊等，2008年人口4,089。
6°26′44″N 10°36′35″W / 6.44556°N 10.60972°W